# Jaguar I-Pace eTrophy

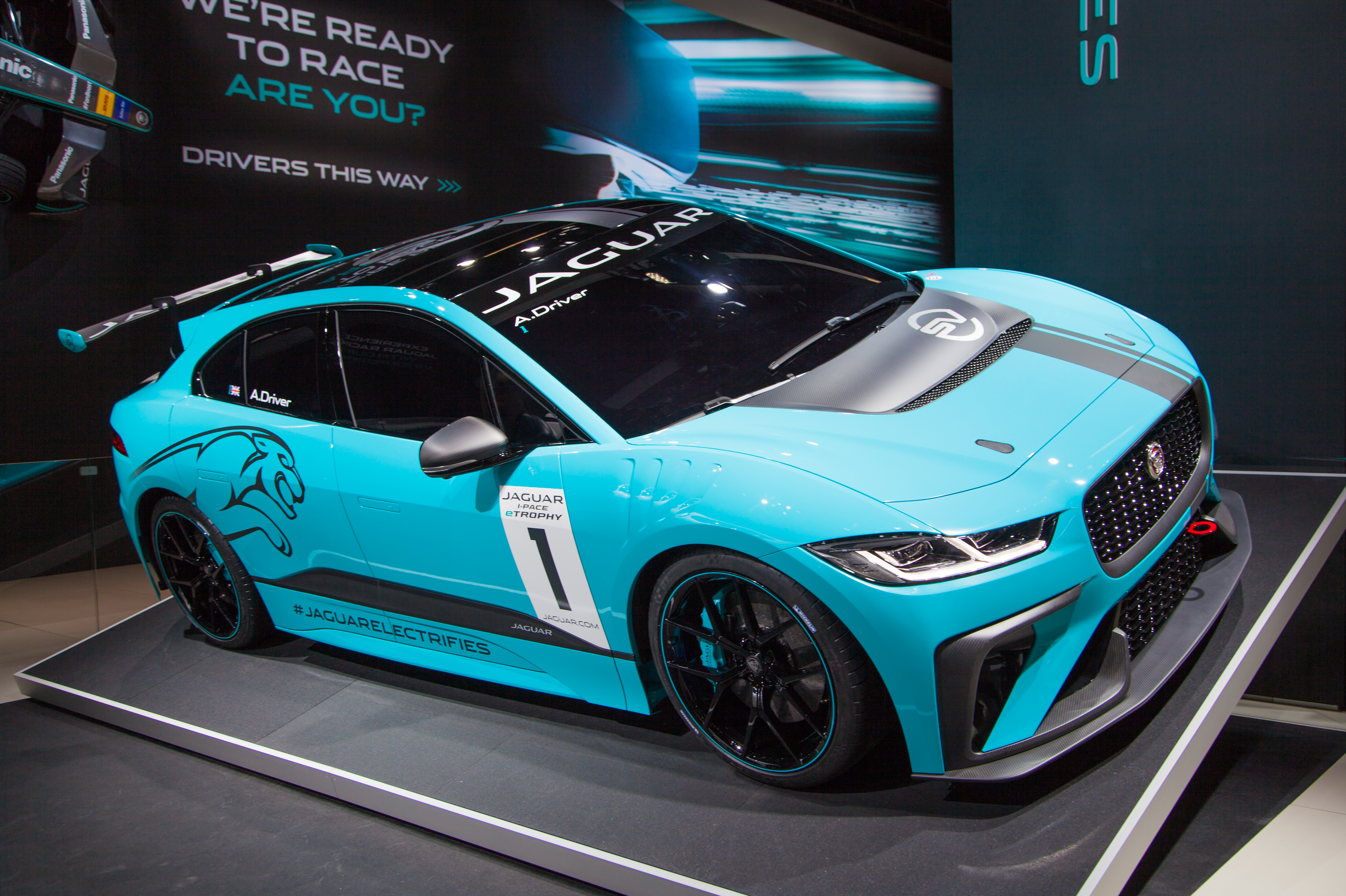
Carro da categoria.

A Jaguar I-Pace eTrophy foi uma categoria de automobilismo com carro elétrico suporte da Fórmula E que utilizava o veículo Jaguar I-Pace, foi a primeira categoria de automobilismo que utiliza um carro de produção elétrico. Que durou duas temporada do final de 2018 até meados de 2020. A série foi cancelada após a temporada de 2019-20 devido à pandemia de COVID-19. O eTrophy viu os participantes competirem em um Jaguar I-Pace preparado para corrida, também com o mesmo nome da série, com as corridas ocorrendo em finais de semana da Fórmula E selecionados.